# Communauté de communes des Vertes Collines du Saint-Polois
La communauté de communes des Vertes Collines du Saint-Polois est une ancienne communauté de communes française, située dans le département du Pas-de-Calais (arrondissement d'Arras) et dans la région Nord-Pas-de-Calais.
Elle a fusionné avec d'autres intercommunalités pour former, le 1er janvier 2017, la communauté de communes du Ternois.

## Historique
Le préfet du Pas-de-Calais avait envisagé en 2011 la fusion des cinq intercommunalités du Ternois :
- communauté de communes du Pays d'Heuchin,
- communauté de communes du Saint-Polois,
- communauté de communes du Pernois,
- communauté de communes de l'Auxillois
- communauté de communes de la Région de Frévent[1]. Cette grande fusion n'avait alors pas eu lieu.

L'intercommunalité est en effet issue de la fusion, le 1er janvier 2013, de la communauté de communes du Saint-Polois et de la communauté de communes du Pays d'Heuchin, qui a été décidée dans le cadre de la réforme des collectivités territoriales françaises, par la loi de réforme des collectivités territoriales du 16 décembre 2010 (dite loi RCT)  destinée à permettre notamment l'intégration de la totalité des communes dans un EPCI à fiscalité propre, la suppression des enclaves et discontinuités territoriales et les modalités de rationalisation des périmètres des établissements publics de coopération intercommunale et des syndicats mixtes existants.
Cette intercommunalité a été créée par un arrêté préfectoral du 12 décembre 2012, qui a pris effet le 1er janvier 2013.
Toutefois, dans le cadre des dispositions de la loi portant nouvelle organisation territoriale de la République (Loi NOTRe) du 7 août 2015, qui prévoit que les établissements publics de coopération intercommunale (EPCI) à fiscalité propre doivent avoir un minimum de 15 000 habitants, le préfet du Pas-de-Calais a publié le 12 octobre 2015 un projet de schéma départemental de coopération intercommunale qui prévoyait diverses fusion d'intercommunalité. À l'initiative des intercommunalités concernées, la Commission départementale de coopération intercommunale (CDCI) adopte le 26 février 2016 un amendement à ce projet, proposant la fusion de : 
- la communauté de communes de l'Auxillois, regroupant 16 communes dont une de la Somme et 5 217 habitants[7] ;
- la communauté de communes de la Région de Frévent, regroupant 12 communes et 6 567 habitants ;
- de la communauté de communes des Vertes Collines du Saint-Polois, regroupant 58 communes et 19 585 habitants
- de la communauté de communes du Pernois, regroupant 18 communes et 7 114 habitants. Le schéma, intégrant notamment cette évolution, est approuvé par un arrêté préfectoral du 30 mars 2016[8],[9], et le conseil communautaire du 10 novembre 2016 approuve à l'unanimité le SDCI et donc la fusion[10].

La communauté de communes du Ternois qui en résulte est créée par un arrêté préfectoral du 30 août 2016 qui a pris effet le 1er janvier 2017.

## Le territoire communautaire

### Composition
La communauté de communes était composée en 2016 des 58 communes suivantes :
| Nom                            | Code Insee | Gentilé                      | Superficie (km2) | Population (dernière pop. légale) | Densité (hab./km2) |
| ------------------------------ | ---------- | ---------------------------- | ---------------- | --------------------------------- | ------------------ |
| Saint-Pol-sur-Ternoise (siège) | 62767      | Saint-Polois                 | 8,24             | 5 056 (2014)                      | 614                |
| Anvin                          | 62036      | Anvinois                     | 7,83             | 778 (2014)                        | 99                 |
| Averdoingt                     | 62061      | Averdoingtois                | 8,33             | 290 (2014)                        | 35                 |
| Beauvois                       | 62101      | Beauvoisains                 | 2,68             | 146 (2014)                        | 54                 |
| Bergueneuse                    | 62109      | Bergueneusois                | 2,78             | 208 (2014)                        | 75                 |
| Bermicourt                     | 62114      | Bermicourtois                | 5,53             | 155 (2014)                        | 28                 |
| Blangerval-Blangermont         | 62137      | Blangervalois-Blangermontois | 4,61             | 111 (2014)                        | 24                 |
| Boyaval                        | 62171      | Boyavalois                   | 5,38             | 134 (2014)                        | 25                 |
| Brias                          | 62180      | Briasois                     | 7,74             | 318 (2014)                        | 41                 |
| Buneville                      | 62187      | Bunevillois                  | 3,84             | 177 (2014)                        | 46                 |
| Croisette                      | 62258      | Croisettois                  | 7,64             | 317 (2014)                        | 41                 |
| Croix-en-Ternois               | 62260      | Cruciens                     | 6,62             | 327 (2014)                        | 49                 |
| Écoivres                       | 62283      | Écoivrois                    | 2,22             | 126 (2014)                        | 57                 |
| Eps                            | 62299      | Epsois                       | 6,87             | 254 (2014)                        | 37                 |
| Équirre                        | 62301      | Équirrois                    | 4,19             | 67 (2014)                         | 16                 |
| Érin                           | 62303      | Érinois                      | 6,36             | 207 (2014)                        | 33                 |
| Fiefs                          | 62333      | Fieffois                     | 10,97            | 387 (2014)                        | 35                 |
| Flers                          | 62337      | Flersois                     | 5,50             | 222 (2014)                        | 40                 |
| Fleury                         | 62339      | Fleuryacois                  | 2,75             | 124 (2014)                        | 45                 |
| Fontaine-lès-Boulans           | 62342      | Fontainois                   | 5,62             | 93 (2014)                         | 17                 |
| Foufflin-Ricametz              | 62348      | Foufflinois                  | 3,00             | 132 (2014)                        | 44                 |
| Framecourt                     | 62352      | Framecourtois                | 2,28             | 100 (2014)                        | 44                 |
| Gauchin-Verloingt              | 62367      | Gauchinois                   | 5,92             | 845 (2014)                        | 143                |
| Gouy-en-Ternois                | 62381      | Gouyésiens                   | 5,65             | 149 (2014)                        | 26                 |
| Guinecourt                     | 62396      | Guinecourtois                | 2,24             | 19 (2014)                         | 8,5                |
| Hautecloque                    | 62416      | Hautecloquois                | 6,84             | 222 (2014)                        | 32                 |
| Héricourt                      | 62433      | Héricourtois                 | 4,95             | 101 (2014)                        | 20                 |
| Herlin-le-Sec                  | 62436      | Hulinois                     | 3,86             | 174 (2014)                        | 45                 |
| Herlincourt                    | 62435      | Herlincourtois               | 2,95             | 109 (2014)                        | 37                 |
| Hernicourt                     | 62442      | Hernicourtois                | 9,85             | 541 (2014)                        | 55                 |
| Heuchin                        | 62451      | Heuchinois                   | 8,16             | 547 (2014)                        | 67                 |
| Humerœuille                    | 62467      | Humeroeuilois                | 3,23             | 156 (2014)                        | 48                 |
| Humières                       | 62468      | Humiérois                    | 6,81             | 227 (2014)                        | 33                 |
| Ligny-Saint-Flochel            | 62514      | Linéens                      | 5,23             | 272 (2014)                        | 52                 |
| Linzeux                        | 62518      | Linzois                      | 4,71             | 162 (2014)                        | 34                 |
| Lisbourg                       | 62519      | Lisbourgeois                 | 17,77            | 581 (2014)                        | 33                 |
| Maisnil                        | 62539      | Maisnilois                   | 5,14             | 249 (2014)                        | 48                 |
| Marquay                        | 62558      | Marquaysiens                 | 3,47             | 184 (2014)                        | 53                 |
| Moncheaux-lès-Frévent          | 62576      | Montcellois                  | 3,92             | 113 (2014)                        | 29                 |
| Monchy-Breton                  | 62580      | Monchois                     | 6,90             | 437 (2014)                        | 63                 |
| Monchy-Cayeux                  | 62581      | Monts-Cayens                 | 6,22             | 318 (2014)                        | 51                 |
| Monts-en-Ternois               | 62590      | Montois                      | 3,53             | 61 (2014)                         | 17                 |
| Neuville-au-Cornet             | 62607      | Neuvillois                   | 2,28             | 77 (2014)                         | 34                 |
| Œuf-en-Ternois                 | 62633      | Eusiens                      | 8,75             | 256 (2014)                        | 29                 |
| Ostreville                     | 62641      | Ostrevillois                 | 3,88             | 266 (2014)                        | 69                 |
| Pierremont                     | 62655      | Pierremontois                | 6,14             | 280 (2014)                        | 46                 |
| Prédefin                       | 62668      | Prédefinois                  | 3,82             | 216 (2014)                        | 57                 |
| Ramecourt                      | 62686      | Ramecurtiens                 | 8,09             | 351 (2014)                        | 43                 |
| Roëllecourt                    | 62717      | Roëllecourtois               | 9,42             | 558 (2014)                        | 59                 |
| Saint-Michel-sur-Ternoise      | 62763      | Saint-Michellois             | 5,97             | 898 (2014)                        | 150                |
| Séricourt                      | 62791      | Séricourtois                 | 2,45             | 55 (2014)                         | 22                 |
| Sibiville                      | 62795      | Sibivillois                  | 7,35             | 111 (2014)                        | 15                 |
| Siracourt                      | 62797      | Siracourtois                 | 3,14             | 264 (2014)                        | 84                 |
| Teneur                         | 62808      | Teneurois                    | 6,85             | 279 (2014)                        | 41                 |
| Ternas                         | 62809      | Ternasiens                   | 2,51             | 128 (2014)                        | 51                 |
| Tilly-Capelle                  | 62818      | Tilliaciens                  | 6,31             | 163 (2014)                        | 26                 |
| Troisvaux                      | 62831      | Trivalois                    | 6,18             | 286 (2014)                        | 46                 |
| Wavrans-sur-Ternoise           | 62883      | Wavransois                   | 4,81             | 208 (2014)                        | 43                 |

### Démographie
| 1968   | 1975   | 1982   | 1990   | 1999   | 2008   | 2013   |
| ------ | ------ | ------ | ------ | ------ | ------ | ------ |
| 18 794 | 18 670 | 18 815 | 18 637 | 18 695 | 19 334 | 19 569 |

## Organisation

### Siège
Le siège de l'intercommunalité était à Saint-Pol-sur-Ternoise, 8 Place François Mitterrand.

### Élus
La communauté d'agglomération était administrée par son Conseil communautaire, composé de conseillers municipaux représentant les 58 communes membres.
Le Conseil communautaire du 18 avril 2014 a élu son président, Marc Bridoux, maire de Hautecloque, ainsi que son bureau pour le mandat 2014-2016, constitué de huit vice-présidents et de deux membres chargés de mission (le bureau élu lors de la création de la communauté comptait 14 vice-présidents, à la suite de la fusion des anciennes intercommunalités).
Le bureau est composé de :
vice-présidents
1. Freddy Bloquet, maire de Siracourt, chargé de l'action économique ;
2. Josette Edouart, maire de Saint-Michel-sur-Ternoise, chargée de l'action sociale, santé, CISPD ;
3. Claude Coquart, maire de Fontaine-les-Boulans, chargé de l'environnement ;
4. Didier Hochart, conseiller municipal de Saint-Pol-sur-Ternoise, chargé de la culture et du tourisme ;
5. Claude Bachelet, maire de Croisette, président du Pays du Ternois, chargé des relations avec cet organisme ;
6. Pascal Decofour, maire de Bergueneuse, chargé du développement du territoire et des équipements intercommunaux ;
7. André Olivier, maire d'Anvin, chargé de l'urbanisme et de l'aménagement de l'espace ;
8. René Grandsir, maire-adjoint de Saint-Pol-sur-Ternoise, chargé de la petite enfance et la jeunesse.

Membres du bureau délégués
- Maurice Louf (conseiller général et maire de Saint-Pol-sur-Ternoise ;
- Damien Montel, maire d'Averdoingt.

Ces élections respectent une volonté d'équilibre tenant compte des anciennes intercommunalités et du poids démographique des ensembles en présence : ex-Pays d'Heuchin, Saint-Polois et Saint-Pol) : trois postes ont été attribués au canton de Saint-Pol et trois au Pays d'Heuchin puis deux à la capitale du Ternois,.

### Liste des présidents
| Période                                  | Période       | Identité     | Étiquette | Qualité |
| ---------------------------------------- | ------------- | ------------ | --------- | --- |
| Les données manquantes sont à compléter. |               |              |           | |
| Janvier 2013                             | décembre 2016 | Marc Bridoux |           | Technico-commercial Maire de Hautecloque (1977 →) Président de la communauté de communes du Ternois (2017 →) |

### Compétences
L'intercommunalité exerçait les compétences qui lui avaient été transférées par les communes membres, dans le cadre des dispositions du code général des collectivités territoriales.

### Régime fiscal et budget
La Communauté de communes était un établissement public de coopération intercommunale à fiscalité propre.
Afin de financer l'exercice de ses compétences, l'intercommunalité percevait la fiscalité professionnelle unique (FPU) – qui a succédé à la taxe professionnelle unique (TPU) – et assure une péréquation de ressources entre les communes résidentielles et celles dotées de zones d'activité.
Elle percevait également une dotation globale de fonctionnement bonifiée.

## Pour approfondir